# Łużki (rejon rudniański)
Łużki (ros. Лужки) – wieś (ros. деревня, trb. dieriewnia) w zachodniej Rosji, w osiedlu wiejskim Ponizowskoje rejonu rudniańskiego w obwodzie smoleńskim.

## Geografia
Miejscowość położona jest w dorzeczu Kaspli, 16,5 km od granicy z Białorusią, przy drodze regionalnej 66N-1632 (66N-1605 – Łużki), 0,5 km od drogi regionalnej 66N-1605 (Ponizowje – Nikoncy), 6,5 km od centrum administracyjnego osiedla wiejskiego (sieło Ponizowje), 41,5 km od centrum administracyjnego rejonu (Rudnia), 82 km od Smoleńska.
W granicach miejscowości znajdują się ulice: Centralnaja, Ługowaja, Polewaja.

## Historia
W czasie II wojny światowej od lipca 1941 roku wieś była okupowana przez hitlerowców. Wyzwolenie nastąpiło we wrześniu 1943 roku.

## Demografia
W 2010 r. miejscowość zamieszkiwało 51 osób.